# 福田和禾子
福田 和禾子（ふくだ わかこ、1941年11月28日 - 2008年10月5日）は、日本の作曲家、編曲家、ピアニスト。東京都出身。父は流行歌手の松平晃。

## 経歴・人物
東京学芸大学附属世田谷小学校・中学校、東京芸術大学音楽学部附属音楽高等学校、東京芸術大学音楽学部作曲科卒業。作曲を下総皖一、池内友次郎、矢代秋雄、いずみたくに師事。大学在学中から、父の親友であった藤山一郎の専属ピアニストとして活動。
大学卒業後の1964年から、NETテレビや東京12チャンネルの学校放送、およびNHK教育テレビジョンの子供番組の音楽の作曲・演奏を担当。『おかあさんといっしょ』や『いないいないばあっ!』、『みんなのうた』等の楽曲を数多く手がけた。特に『おかあさんといっしょ』では、うたのおにいさん・おねえさんの選出オーディションや歌唱指導にも関わるなど、長年に渡って制作に携わっていた。
2008年10月5日午後5時52分、心不全のため東京都新宿区の病院で死去。66歳没。倒れる直前まで、同年11月開催の「おかあさんといっしょ ファミリーコンサート」用の音源の録音をしており、それが終わった直後のことであった。

## 主な作品
※50音順。
- おかあさんといっしょ
  - あ・い・う・え・おにぎり（編曲、2001年4月）
  - あきのこびとオータムタム
  - あしたのあしたのまたあした
  - あそび・すくすく
  - あの子をさそって海へ行こう
  - あのねママ（1998年12月）
  - イカイカイルカ（1998年1月）
  - いつもいっしょに
  - お～い!
  - 「おかあさんといっしょ」のいつまでも
  - 「おかあさんといっしょ」のトルコ行進曲
  - おしゃれなやさい（1991年11月）
  - オーストラリアの どうぶつファミリー（1994年2・3月）
  - おてんきじどうはんばいき（2002年6月）
  - おとうさんもはだかんぼう
  - おとぎの国のアドベンチャー
  - おまつりすんだはらっぱに
  - かくざとういっこ
  - 風とパレード
  - 木がいっぽん（1986年4月）
  - 北風小僧の寒太郎（みんなのうたでも放送）
  - キュキューンがすき（2004年1月）
  - キラキラごあいさつ
  - 銀ちゃんのラブレター（1994年6月）
  - 金色うさぎ
  - くいしんぼおばけ
  - くじらのバス
  - くんくんりんりんクリスマス
  - ここが世界のまんなかだ（1992年11月）
  - こねこねんね（2005年2・3月）
  - こまったくんとこまったちゃん（1996年10月）
  - ごめんね
  - こんにちは
  - さかあがり
  - サッカー・サンバ
  - ジャングルポケット
  - 少年の夏
  - そうだったらいいのにな
  - それからどんどこしょ
  - だぁれもいない海で（1987年9月）
  - たからものみつけた
  - たぬきが…（1989年9月）
  - たぬきのレストラン（1988年7・8月）
  - たんぽぽちゃんとつくしくん（1993年4月）
  - ちいさなおふね（1995年10月）
  - 地球をまわすのだあれ
  - ちびっかぶーん
  - チャオチャオまたね
  - ちょんまげマーチ
  - つくしのムック（1992年2・3月）
  - 手あそび かいかいかい（1991年2・3月）
  - どうぶつオーケストラ
  - ドンドンどこどこ
  - ねっおかあさん
  - 野原がぼくらの遊園地
  - のんびり・のびのび
  - はじめて はじめまして（2008年4月）
  - はじめまして
  - バナナのおやこ
  - パパの背広
  - はぴねす特急
  - はみがきじょうずかな
  - はるかぜかくれんぼ（1995年4月）
  - はるかぜ電話（1999年4月）
  - 春の子うーら
  - 冬のないない気のいい王さまのお話（2001年12月）
  - みらいくんとゆめみちゃん（2000年1月）
  - 焼きたてパンが呼んでます
  - ゆきふるるん（1988年2・3月）
  - レンコンさんがかぜひいた（1991年1月）
  - わ!（2006年1月）
  - わらいねこ・ハッピネス
- みんなのうた
  - 赤鬼と青鬼のタンゴ
  - ありがとう さようなら
  - おじいさんの電車
  - 母さんは雪おんな
  - 河
  - 教室大笑い
  - 峠に帰る日
  - フラミンゴのワルツ
  - ふるさとのない秋
- いないいないばあっ!
  - でんしゃだいすき!
  - ねむねむファーオ
  - パパとっと
  - 童謡全曲編曲
- NHK全国学校音楽コンクール課題曲
  - 出発の朝
  - ロボット
  - やさしい風（編曲）
- 東芝ダンス教材シリーズ
  - ミステリー・タウン
- その他
  - 波佐見児童合唱団 ミュージカル『桜の丘で会いましょう』

## 音楽を担当した主な番組
- おかあさんといっしょ
- BSおかあさんといっしょ
- いないいないばあっ!
- おーい!はに丸
- たんけんぼくのまち
- あしたへジャンプ
- ともだちいっぱい
- つくってあそぼ
- つくってワクワク
- おはなしのくに
- てれび絵本
- お話でてこい